# 阿弗爾山脈
69°8′S 71°40′W / 69.133°S 71.667°W
阿弗爾山脈（英語：Havre Mountains）是南極洲的山脈，位於亞歷山大一世島西北端，東西端相距37公里，該山脈以法國城市勒阿弗爾命名，現時受南極條約體系管理。